# Weesperplein (Amsterdam)
Het Weesperplein is een plein in het centrum van Amsterdam, tussen de Singelgracht en de Nieuwe Achtergracht. Het verbindt de Weesperstraat via de Weesperpoortbrug met het Rhijnspoorplein in de richting van de Wibautstraat en is een deel van de Amsterdamse stadsroute s112, die de Gooiseweg verbindt met de IJtunnel. 
Het plein ontstond bij de bouw van de Weesperpoort als onderdeel van de vierde uitleg van de stad in de jaren 1662 - '64. Het is, net als bijvoorbeeld het Haarlemmerplein en het Leidseplein, aangelegd als 'wagenplein', waar bezoekers van buiten de stad hun karren konden parkeren voordat zij verder de stad in gingen.

## Bouwwerken
Aan de westzijde van het plein bevinden zich onder andere de Diamantbeurs, waarvoor in 1910 de eerste steen werd gelegd. Op de hoek met de Sarphatistraat staat sinds 1971 het gebouw Weesperstaete, bijgenaamd de "Doodskist", dat jarenlang het psychologisch laboratorium van de Universiteit van Amsterdam huisvestte. Tegenwoordig zit hier het Ontwikkelingsbedrijf van de Gemeente Amsterdam.
Aan de oostzijde bevindt zich op de hoek met de Nieuwe Achtergracht het hoofdkantoor van de Amsterdamse GG&GD. Het is gevestigd in het voormalig Weesperpleinziekenhuis dat in 1937 werd geopend als verpleeghuis De Joodsche Invalide. Tot 1919 was Stoombrouwerij 't Haantje gevestigd in diverse percelen aan het Weesperplein en de Nieuwe Achtergracht. Op nr. 5 stond van 1904 tot 1912 de Weesperpleinsynagoge van de vereniging Ahawas Achiem (Broederliefde). Aan de oostzijde van het plein, op de hoek van de Valckenierstraat, staat ook de eerste brandweerkazerne uit 1874, die dienst deed tot 1908.
Ten zuiden van het Weesperplein stond de Weesperpoort. Nadat deze was gesloopt, werd zuidelijk van de Singelgracht in 1843 het Weesperpoortstation gebouwd. Tussen 1843 en 1939 vertrokken hier de treinen naar Utrecht. De bouw van metrostation Weesperplein onder het Weesperplein en het aangrenzende Rhijnspoorplein begon in 1970.
Het in 1947 door Jobs Wertheim ontworpen Monument van Joodse Erkentelijkheid, dat vanaf 1950 in een plantsoentje aan de westzijde van het plein stond, werd in 1968 verplaatst naar de Weesperstraat, tussen de Nieuwe Herengracht en Nieuwe Keizersgracht, maar is in 2021 op het plein teruggekeerd. In 2022 werd het gevolgd door het kunstwerk Peel Plaza van Gabriel Lester voor de Diamantbeurs.
Op de Dr. Meijer de Hondbrug over de Nieuwe Achtergracht zijn beeldhouwwerken van Hildo Krop uit 1923/1924 te zien (Havik en vissen).

## Verkeer en vervoer
De Amsterdamse tramlijnen 1 , 7 en 19 hebben een halte Weesperplein in de Sarphatistraat.
Op het Metrostation Weesperplein stoppen de metrolijnen 51, 53 en 54.